# Aaron Weissblum
Aaron Weissblum (* 1964) ist ein US-amerikanischer Spieleautor und Künstler.
Weissblum studierte Mathematik am Swarthmore College in Pennsylvania und anschließend Töpferei in North Carolina. Er gründete eine Töpferei, die er einige Jahre führte. Ab etwa 1998 widmete er sich fast ausschließlich dem Entwickeln von Spielen. 1999 veröffentlichte er bei FX Schmid Cloud 9 und gemeinsam mit Alan R. Moon Knights of the Rainbow. Es folgten bis 2004 mehrere gemeinsam mit Alan R. Moon entwickelte Spiele, die vielfach ausgezeichnet wurden.
Neben seiner Tätigkeit als freischaffender Künstler veranstaltet Weissblum Schatzsuchen.

## Auszeichnungen
- Spiel des Jahres
  - Das Amulett: Nominierungsliste 2001
  - Capitol: Auswahlliste 2001
  - San Marco: Auswahlliste 2001
  - Oase: Empfehlungsliste 2004
- Deutscher Spiele Preis
  - Capitol: 5. Platz 2001
  - San Marco: 7. Platz 2001
  - Das Amulett: 10. Platz 2001
  - New England: 8. Platz 2003
- Spiel der Spiele
  - Lumberjack: Spiele Hit für Familien 2002
  - Europa Tour: Spiele Hit für Familien 2003
- Schweizer Spielepreis
  - Europa Tour: 2. Platz Familienspiele
  - New England: 3. Platz Freakspiele
- Gamers Choice Award
  - San Marco: Gewinner Mehrspieler 2002
  - Capitol: Nominiert Mehrspieler 2002
- Games Magazine
  - New England: Game of the Year 2004
- Jeu de l’Année
  - San Marco: Nominiert 2003
- Niederländischer Spielepreis
  - San Marco: Nominiert 2001
- Mensa Select
  - Europa Tour/10 Days in Africa: 2004
- à la carte Kartenspielpreis
  - Europa Tour: 3. Platz 2003
  - Canal Grande: 4. Platz 2003